# Siniša Školneković
Siniša Školneković, né le 18 janvier 1968 à Varaždin, est un joueur de water-polo croate. 

## Carrière
Avec l'équipe de Croatie de water-polo masculin, Siniša Školneković est médaillé d'argent aux Jeux olympiques d'été de 1996 à Atlanta.